# Svetoslav Dobrev
Svetoslav Dobrev (in bulgaro Светослав Добрев?; Sofia, 4 giugno 1969) è un attore teatrale e attore cinematografico bulgaro.

## Biografia
Diplomatosi all'Accademia nazionale di arte teatrale e cinematografica di Sofia con Nadežda Sejkova, fa parte dal 1996 della compagnia del Teatro della Gioventù "Nikolaj Binev". Nel 2023 ha vinto il premio Ikar per la sua interpretazione di Sancho Panza nell'allestimento del Don Chisciotte diretto da Veselka Kunčeva. Nel 2024 ha interpretato il ruolo del presidente bulgaro Todor Živkov nel film di Andrea Segre Berlinguer - La grande ambizione.

## Filmografia parziale
- Berlinguer - La grande ambizione (2024)